# 轨形
拓扑学与几何学中，轨形（orbifold，“有轨的流形”）是对流形的推广。粗略地说，轨形是局部为欧氏空间的有限群商的拓扑空间。
轨形的定义已出现过好几次：1950年代佐武一郎在研究自守形式时将其命名为“V-流形”；1970年代，威廉·瑟斯顿在研究3-流形的几何时，经过与学生的投票将其命名为“轨形”；1980年代，André Haefliger在研究米哈伊尔·格罗莫夫的CAT(k)空间纲领时将其命名为“轨边形”（orbihedron）。
历史上，早在正式定义出现前，轨形首先是作为具有奇点的曲面出现的。最早的经典例子之一出现在模形式理论中，模群{\displaystyle \mathrm {SL} (2,\mathbb {Z} )}对上半平面的作用：对商添加2个轨形尖点、实现紧化后，可得到黎曼–罗赫定理的一种表述。3-流形理论中，赫伯特·塞弗特提出的塞弗特纤维空间理论可用2维轨形表述。几何群论中，后格罗莫夫时期的离散群是根据“轨边形”（orbihedron）及其覆叠空间的局部曲率特性来研究的。
弦论中，“轨形”的含义略有不同。下详。二维共形场论中，“轨形”指顶点代数在自同构的有限群作用下附着于定点的子代数。
底空间的主要例子是流形在具有迷向有限子群的微分同胚（可能无限）群的纯不连续作用下的商空间。这尤其适于有限群的任何作用，于是有界流形带有自然的轨形结构，因为它是自身的双倍对{\displaystyle \mathbb {Z} _{2}}作用的商。
拓扑空间可携带不同的轨形结构。例如，考虑与沿{\displaystyle \pi }旋转的圆的商空间相关联的轨形O，其与圆同胚，但自然轨形结构不同。可将流形的大部分特征直接推广到轨形，而它们通常不同于底空间的相应特征。上述例子中，O的轨形基本群是{\displaystyle \mathbb {Z} _{2}}，其轨形欧拉示性数为1。

## 正式定义

### 使用轨形图集
与流形类似，轨形也由局部条件指定；不过轨形不是以{\displaystyle \mathbb {R} ^{n}}的开子集为局部模型，而用{\displaystyle \mathbb {R} ^{n}}的开子集对有限群作用的商。轨形的结构不仅包括底商空间的结构（不必是流形），还包括迷向子群。
n维轨形包含豪斯多夫拓扑空间X，称作底空间（underlying space）；以及一个覆叠，包含对有限交封闭的开集{\displaystyle U_{i}}。{\displaystyle \forall U_{i}}都有
- 开子集{\displaystyle V_{i}\in \mathbb {R} ^{n}}，在有限群{\displaystyle \Gamma _{i}}的忠实线性作用下不变；
- 连续映射{\displaystyle \varphi _{i}:\ V_{i}\to U_{i}}（在{\displaystyle \Gamma _{i}}下不变），称作轨形坐标图（chart），定义了{\displaystyle V_{i}/\Gamma _{i}}与{\displaystyle U_{i}}间的同胚。

若满足下列属性，则轨形坐标图的集合形成轨形图集（atlas）：
- 对每个包含{\displaystyle U_{i}\subset U_{j}}，都有单射群同态{\displaystyle f_{ij}:\ \Gamma _{i}\rightarrow \Gamma _{j}}
- 对每个包含{\displaystyle U_{i}\subset U_{j}}，都有{\displaystyle \Gamma _{i}}-等变同胚{\displaystyle \psi _{ij}:\ V_{i}\to V_{j}}的开子集，称作胶合映射（gluing map）
- 胶合映射与坐标图相容，即{\displaystyle \phi _{j}\cdot \psi _{ij}=\phi _{i}}
- 胶合映射在群元素组成的意义上是唯一的，即对{\displaystyle \Gamma _{j}}中唯一的g，{\displaystyle V_{i}\to V_{j}}的任意其他可能的胶合映射都有{\displaystyle g\cdot \psi _{ij}}形式。

对流形上的图集，若X的两个轨形图集能连续地组合成更大的轨形图集，则称它们等价。于是，轨形结构是轨形图集的等价类。
注意轨形结构在同构意义上决定了轨形上任意点的迷向子群：可作为任意轨形坐标图上点的稳定子来计算。若{\displaystyle U_{i}\subset U_{j}\subset U_{k}}，则在{\displaystyle \Gamma _{k}}中有唯一的过渡元素{\displaystyle g_{ijk}\in \Gamma _{k}}，使得
{\displaystyle g_{ijk}\cdot \psi _{ik}=\psi _{jk}\cdot \psi _{ij}}
这些过渡元素满足
{\displaystyle ({\rm {Ad}}g_{ijk})\cdot f_{ik}=f_{jk}\cdot f_{ij}}
以及上循环关系（不失结合性）
{\displaystyle f_{km}(g_{ijk})\cdot g_{ikm}=g_{ijm}\cdot g_{jkm}}
更广义地说，在轨形坐标图对轨形的开覆叠上，附着着叫做“复群”的组合数据。（下详）
与流形的情形完全一样，可对胶合映射施加可微条件，得到微分轨形。若轨形坐标图上还存在不变的黎曼度量，且胶合映射等距，则称为黎曼轨形。

### 用李广群定义
广群包含对象集合{\displaystyle G_{0}}、箭头集{\displaystyle G_{1}}与结构映射（包括源映射和目标映射{\displaystyle s,t:G_{1}\to G_{0}}及允许箭头组合、取逆的其他映射）。若{\displaystyle G_{0},\ G_{1}}都是光滑流形；所有结构映射都光滑；源映射和目标映射都是浸没，则称其为李广群。源纤维与目标纤维在给定点{\displaystyle x\in G_{0}}的交，即集合{\displaystyle (G_{1})_{x}:=s^{-1}(x)\cap t^{-1}(x)}，是{\displaystyle G_{1}}在x点的迷向群，是个李群。若映射{\displaystyle (s,t):G_{1}\to G_{0}\times G_{0}}是紧合映射，则称李广群也紧合（proper）；若源映射和目标映射都是局部微分同胚，则称平展。
轨形广群由以下等价定义给出：
- 紧合平展李广群；
- 紧合李广群，其迷向为离散空间。

由于紧合广群的迷向群自动地紧，离散条件意味着迷向群必须是有限群。
在上述定义中，轨形广群与轨形图集起类似作用。事实上，在豪斯多夫拓扑空间X上的轨形结构被定义为轨形广群{\displaystyle G\rightrightarrows M}的森田等价类，以及同胚{\displaystyle |M/G|\simeq X}，其中{\displaystyle |M/G|}是李广群G的轨道空间（即当{\displaystyle x\sim y}时，若有{\displaystyle g\in G\ (s(g)=x,\ t(g)=y)}，M对等价关系的商）。这定义表明，轨形是一种特殊的微分叠。

## 两种定义间的关系
给定空间X上的轨形图集，可构造伪群，由X的开集间所有保留了过渡函数{\displaystyle \varphi _{i}}的微分同胚组成。反过来，其元素的芽空间{\displaystyle G_{X}}是轨形广群。此外，据轨形图集的定义，有限群{\displaystyle \Gamma _{i}}都忠实地作用于{\displaystyle V_{i}}，所以广群{\displaystyle G_{X}}自动地有效，即映射{\displaystyle g\in (G_{X})_{x}\mapsto \mathrm {germ} _{x}(t\circ s^{-1}),\ \forall x\in X}都是单射。当且仅当与之相关联的轨形广群森田等价时，两个不同的轨形图集会产生相同的轨形结构。于是，第一个定义的轨形结构（也称为经典轨形）在第二个定义下是特殊的。
反过来说，给定轨形广群{\displaystyle G\rightrightarrows M}，在其轨道空间上有规范轨形图集，其相关的有效轨形广群与G 森田等价。由于森田等价广群的轨道空间是同胚的，在有效情况下，第二个定义的轨形结构还原了经典轨形。
因此，虽然轨形图集的概念更简单，在文献中也更常见，但轨形广群在讨论非有效轨形与轨形间的映射时特别有用。例如，轨形间的映射可用广群间的同胚描述，比底拓扑空间之间的底连续映射携带更多信息。

## 例子
- 无界流形都是轨形，其中每个群{\displaystyle \Gamma _{i}}都是平凡群。等价地，其对应单位广群的森田等价类。
- 若N是紧有界流形，则其加倍（double）M可由N与其镜像沿共同边界粘合而成。在固定共同边界的流形M上存在{\displaystyle \mathbb {Z} _{2}}的自然反射作用，商空间可被认同为N，于是N具有自然轨形结构。

- 若M是黎曼n维流形，且具有离散群Γ的余紧等距真作用（cocompact proper isometric），则轨道空间{\displaystyle X=M/\Gamma }具有自然轨形结构：{\displaystyle \forall x\in X}，取代表性的{\displaystyle m\in M}与其开邻域{\displaystyle V_{m}}，在稳定子{\displaystyle \Gamma _{m}}下不变，与{\displaystyle T_{m}M}在m处的指数映射下的{\displaystyle \Gamma _{m}}子集等价确定；有限多邻域覆盖X，而它们的有限交（若非空）都被相应群{\displaystyle g_{m}\Gamma g_{m}^{-1}}与Γ-平移（Γ-translate）{\displaystyle g_{m}\cdot V_{m}}的交覆盖。这样产生的轨形称作可发展或性质良好。
- 亨利·庞加莱的一个经典定理将福斯群构造为双曲反射群，由双曲面中测地三角形边的反射生成，符合庞加莱度量。若三角形有角{\displaystyle \pi /n_{i}}（{\displaystyle n_{i}}为正整数），则其是基本域，自然是2维轨形，对应的群是双曲三角群的例子。庞加莱还给出了这一结果对克莱因群的3维版本：这时，克莱因群Γ由双曲反射生成，轨形是{\displaystyle \mathbb {H} ^{3}/\Gamma }。
- 若M是闭2维流形，则可从M中取出有限多不交闭圆盘，再分别粘回圆盘{\displaystyle D/\Gamma _{i}}（D是闭单位圆盘，{\displaystyle \Gamma _{i}}是旋转的有限循环群），这样便在Mi上定义了新的轨形结构。

## 轨形基本群
有几种方法定义轨形基本群。更精致的方法是用轨形覆叠空间或分类空间（广群的空间）。最简单的方法（Haefliger采用，瑟斯顿也使用）推广了基本群标准定义中的环圈。
轨形路径在底空间中，具有明确的将路径分段提升到轨形坐标图的方法，及明确的识别重叠坐标图中路径的群元素；若底路径是环圈，则称之为轨形环圈。两轨形路径若通过与轨形坐标图中的群元素相乘而产生关联，则它们就被确认了。轨形基本群是由轨形环圈的同伦类形成的群。
若轨形来自单连通流形M对离散群Γ的紧合刚性作用（proper rigid action）的商，则轨形基本群可被认同为Γ。总的来说，它是Γ对{\displaystyle \pi _{1}M}的群扩张。
若轨形来自对群作用的商，则称其可发展或性质良好；否则称不良。类比拓扑空间的万有覆叠空间，可为轨形构造万有覆叠轨形，即“轨形上的点，与连接点和基点的轨形路径的同伦类”的对子组成的空间。这空间自然是轨形。
注意，若可收缩开子集上的轨形坐标图对应群Γ，则Γ到轨形基本群，有自然的局部同胚。
以下条件等价：
- 轨形是良好的。
- 万有覆叠轨形上的轨形结构平凡。
- 对可收缩开集的覆叠，局部同胚都是单射。

### 作为广义微分几何
轨形可定义在广义微分几何的一般框架中，可以证明其等价于佐武一郎的原始定义：
定义. 轨形是在每个点上都与某个{\displaystyle \mathbb {R} ^{n}/G}（n是整数，G是有限线性群，后者不是定的）局部微分同胚的微分空间（diffeological space）。
这个定义需要一些说明：
- 这个定义模仿了广义微分几何中流形的定义，即每个点上都与{\displaystyle \mathbb {R} ^{n}}存在局部微分同胚的微分空间。
- 轨形首先是微分空间，具备广义微分几何的集合。然后，广义微分几何在检验中，于每点都局部微分同胚于商{\displaystyle \mathbb {R} ^{n}/G}，其中G是有限线性群。
- 这定义等同于[14]Haefliger轨形。[15]
- {轨形}是{广义微分几何}的子范畴，其对象是微分空间，态射是光滑映射。轨形间的光滑映射，是对其广义微分几何而言光滑的映射。这就解决了佐武一郎在定义中所说：[16]“如此定义的{\displaystyle C^{\infty }}-映射有点不方便：在不同的定义族中定义的两个{\displaystyle C^{\infty }}-映射之复合并不总是{\displaystyle C^{\infty }}-映射。”事实上，有些轨形间的光滑映射并不作为等变映射局部提升（lift）。[17]

注意，作为微分空间的轨形的基本群不同于上面定义的基本群，后者与结构广群及其迷向群有关。

## 轨空间
在几何群论的应用中，用Haefliger提出的略微广义的轨形概念往往更方便。轨空间（orbispace）之于拓扑空间，如同轨形之于流形，是轨形概念在拓扑学的推广。其定义用具有有限群的刚性作用的局部紧空间代替了轨形坐标图模型，即具有平凡迷向的点是稠密的（忠实线性作用自动满足这条件，因为任何非平凡群元素固定的点都会形成紧合线性子空间）考虑轨空间上的度量空间结构也是有用的，它们由轨空间上的不变度量给出，其中胶合映射保留距离。这时，通常要求轨空间坐标图是长度空间，具有连接任意两点的唯一测地线。
令X为赋以度量空间结构的轨空间，其坐标图是测地线长度空间。前面关于轨形的定义和结果可推广到轨空间基本群和万有覆叠轨空间，及类似的可发展性标准。轨空间坐标图上的距离函数可用于定义万有覆叠轨空间中轨空间路径的长度，若每个坐标图中的距离函数曲率非正，则伯克霍夫曲线缩短论证就可证明，任何定端点轨空间路径都与唯一的测地线同伦。将这应用于轨空间坐标图中的常路径，可知每个局部同态都是单射，于是：
- 曲率非正的轨空间都是良好的。

## 复群
每个轨形都与由复群给出的附加组合结构有联系。

### 定义
抽象单纯复形Y上的复群{\displaystyle (Y,\ f,\ g)}由以下条件给出
- 对Y的每个单纯形σ，有限群{\displaystyle \Gamma _{\sigma }}
- 单射同态{\displaystyle f_{\sigma \tau }:\ \Gamma _{\tau }\rightarrow \Gamma _{\sigma },\ \sigma \subset \tau }

- 对每个包含{\displaystyle \rho \subset \sigma \subset \tau }，都有群元素{\displaystyle g_{\rho \sigma \tau }\in \Gamma _{\rho }}使得{\displaystyle ({\rm {Ad}}g_{\rho \sigma \tau })\cdot f_{\rho \tau }=f_{\rho \sigma }\cdot f_{\sigma \tau }}（其中Ad表示共轭的伴随作用）

此外，群作用还要满足上循环条件
{\displaystyle f_{\pi \rho }(g_{\rho \sigma \tau })g_{\pi \rho \tau }=g_{\pi \sigma \tau }g_{\pi \rho \sigma }}
对每个单形链{\displaystyle \pi \subset \rho \subset \sigma \subset \tau .}（若Y的维度小于等于2，这条件就是空的）
任意元素的选择{\displaystyle h_{\sigma \tau }\in \Gamma _{\sigma }}都会产生等价的复群，定义如下
- {\displaystyle f_{\sigma \tau }=({\rm {Ad}}h_{\sigma \tau })\cdot f_{\sigma \tau }}
- {\displaystyle g_{\rho \sigma \tau }=h_{\rho \sigma }\cdot f_{\rho \sigma }(h_{\sigma \tau })\cdot g_{\rho \sigma \tau }\cdot h_{\rho \tau }^{-1}}

只要{\displaystyle g_{\rho \sigma _{\tau }}=1}无处不在，就称复群是单的。
- 一个简单的归纳论证表明，单纯形上的复群都等价于各处{\displaystyle g_{\rho \sigma \tau }=1}的复群。

用Y的重心重分通常更方便，概念上也更吸引人。这细分的顶点对应Y的单形，因此顶点附带一个群。重心重分的边自然有向（对应单形的包含），有向边给出了群的包含。三角形都附有过渡元素，属于恰有1顶点的群；（若有）四面体给出了过渡元素的上循环关系。于是，复群只涉及重心重分的3-骨架；若是单的，则只涉及2-骨架。

### 例子
若X是轨形或轨空间，从轨形坐标图{\displaystyle f_{i}:\ V_{i}\rightarrow U_{i}}中择一由开子集构成的覆叠。令Y为由覆叠的神经给出的抽象单纯复形：其定点是覆叠集，n单形对应非空交{\displaystyle U_{\alpha }=U_{i_{1}}\cap \ldots \cap U_{i_{n}}.}对每个这样的单纯形，都有相关联的群{\displaystyle \Gamma _{\alpha }}，同态{\displaystyle f_{ij}}成为同态{\displaystyle f_{\sigma \tau }}。每个三元链{\displaystyle \rho \subset \sigma \subset \tau }对应交
{\displaystyle U_{i}\supset U_{i}\cap U_{j}\supset U_{i}\cap U_{j}\cap U_{k}}
有坐标图{\displaystyle \varphi _{i}:\ V_{i}\rightarrow U_{i},\ \varphi _{ij}:\ V_{ij}\rightarrow U_{i}\cap U_{j},\ \varphi _{ijk}:\ V_{ijk}\rightarrow U_{i}\cap U_{j}\cap U_{k}}，以及胶合映射{\displaystyle \psi :\ V_{ij}\rightarrow V_{i},\ \psi ':\ V_{ijk}\rightarrow V_{ij},\ \psi '':\ V_{ijk}\rightarrow V_{i}.}
有唯一的过渡元素{\displaystyle g_{\rho \sigma \tau }\in \Gamma _{i}}，使{\displaystyle g_{\rho \sigma \tau }\cdot \psi ''=\psi \cdot \psi '.}轨形的过渡元素满足的关系意味着复群所需的关系，这样，复群就可通过轨形（或轨空间）坐标图，规范地与开覆叠的神经相关联。用非交换层理论和束的语言来说，这时的复群是作为与覆叠{\displaystyle U_{i}}相关联的群层产生的；数据{\displaystyle g_{\rho \sigma \tau }}是非交换层上同调中的一个2-上循环，数据{\displaystyle h_{\sigma \tau }}给出了2-上边界扰动。

### 边径群
复群的边径群（edge-path group）可定义为单纯复形边径群的自然推广。在Y的重心重分中，取对应于i到j的边（{\displaystyle i\rightarrow j}）的生成子{\displaystyle e_{ij}}，则有单射{\displaystyle \psi _{ij}:\ \Gamma _{i}\rightarrow \Gamma _{j}.}令Γ为由{\displaystyle e_{ij},\ \Gamma _{k}}生成的群，具有关系
{\displaystyle e_{ij}^{-1}\cdot g\cdot e_{ij}=\psi _{ij}(g)}
其中{\displaystyle g\in \Gamma _{i}}，且
{\displaystyle e_{ik}=e_{jk}\cdot e_{ij}\cdot g_{ijk}}
若{\displaystyle i\rightarrow j\rightarrow k.}
对于定顶点{\displaystyle i_{0}}，边径群{\displaystyle \Gamma (i_{0})}定义为由Γ的所有积生成的子群：
{\displaystyle g_{0}\cdot e_{i_{0}i_{1}}\cdot g_{1}\cdot e_{i_{1}i_{2}}\cdot \dots \cdot g_{n}\cdot e_{i_{n}i_{0}}}
其中{\displaystyle i_{0},\ i_{1},\ \ldots ,\ i_{n},\ i_{0}}是一条边径，{\displaystyle g_{k}}位于{\displaystyle \Gamma _{i_{k}}}中，{\displaystyle e_{ji}=e_{ij}\ (i\rightarrow j).}

### 可发展复形
在具有有限商的单纯复形X上，离散群的单纯紧合作用若满足以下条件之一，则称该作用正则（regular）：
- X以有限子复形为基本域；
- 商{\displaystyle Y=X/\Gamma }具有自然单纯结构；
- 商单纯结构在定点的轨道表示上一致；
- 若{\displaystyle (v_{0},\ \ldots ,\ v_{k})}和{\displaystyle (g_{0}\cdot v_{0},\ \ldots ,\ g_{k}\cdot v_{k})}是单形，则对部分{\displaystyle g\in \Gamma ,\ g\cdot v_{i}=g_{i}v_{i}.}

这时，基本域和商{\displaystyle Y=X/\Gamma }可自然地确定为单纯复形，由基本域中单形的稳定子给出。这样得到的复群Y称作可发展（developable）。
- 复群可发展，当且仅当{\displaystyle \Gamma _{\sigma }}到边径群的同态是单射。
- 复群可发展，当且仅当对每个单形σ，有单射同态{\displaystyle \theta _{\sigma }:\ \Gamma _{\alpha }\to \Gamma }，其中后者是定离散群，使得{\displaystyle \theta _{\tau }\cdot f_{\sigma \tau }=\theta _{\sigma }}。这时，单纯复形X得到了规范的定义：其有k单形{\displaystyle (\sigma ,\ x\Gamma _{\sigma }}，其中σ是Y的k单形，x在{\displaystyle \Gamma /\Gamma _{\sigma }}上运行。利用复群对单形的限制等价于具有平凡上循环{\displaystyle g_{\rho \sigma \tau }}这一事实，可以检验一致性。

Γ在X的重点重分X'上的作用总满足以下条件，弱于正则性：
- 只要σ和{\displaystyle g\cdot \sigma }是某单形τ的子单形，则它们就相等：{\displaystyle \sigma =g\cdot \sigma }

事实上，X '中的单形对应X中的单形链，因此单形子链给出的子单形由子链中单形的大小唯一确定。作用满足这条件时，g必然固定了σ的所有顶点。有直接的归纳证明表明，这样的作用在重心重分上是正则的；特别是
- 在第二重心重分X"上的作用正则；
- Γ自然地与X"中基本域的重心子分用边径和定点稳定子定义的边径群同构

事实上没必要进行第三次重心重分：如Haefliger利用范畴论的语言指出的，这时X基本域的3-骨架已经承载了所有必要数据，包括三角形的过渡元素，可定义与Γ同构的边径群。
2维中，这尤其容易描述。X的基本域具有与群Y的复合的重心重分Y'相同的结构，即
- 有限2维单纯复形Z；
- 所有边{\displaystyle i\rightarrow j}的方向；
- 若{\displaystyle i\rightarrow j,\ j\rightarrow k}是边，则 {\displaystyle i\rightarrow k}也是边，且{\displaystyle (i,\ j,\ k)}是三角形；
- 有限群附着于定点，包含于边；过渡元素描述了相容性，接到三角形。

这样就可以定义边径群。重心子分Z'也继承了类似结构，其边径群同构于Z的边径群。

## 轨边形
若可数离散群在单纯复形上有正则单纯紧合作用，则商不仅可被赋予复群的结构，还可被赋予轨空间结构。这就引出了“轨边形”（orbihedron）概念，其是轨形的简单类似物。

### 定义
令X是有限单纯复形，有重心重分X'。轨边形结构包含：
- 对每个定点{\displaystyle i\in X}，都有由有限群{\displaystyle \Gamma _{i}}的刚性单纯作用的单纯复形{\displaystyle L'_{i}}。
- {\displaystyle L'_{i}}到X'中i的邻域{\displaystyle L_{i}}的单纯映射{\displaystyle \varphi _{i}}使得商{\displaystyle L'_{i}/\Gamma _{i}}与{\displaystyle L_{i}}一致。

{\displaystyle \Gamma _{i}}在{\displaystyle L'_{i}}上的这作用延伸到{\displaystyle L'_{i}}上单纯锥{\displaystyle C_{i}}的单纯作用（i和{\displaystyle L'_{i}}的单纯链接），并固定了锥心i，映射{\displaystyle \varphi _{i}}延伸为单纯映射{\displaystyle C_{i}\to {\rm {St}}(i)}（i的星），将重心带到i上，因此{\displaystyle \varphi _{i}}可与{\displaystyle C_{i}/\Gamma _{i}}等同，在i处给出一个轨边形坐标图。
- 对X'的有向边{\displaystyle i\rightarrow j}，单射同态{\displaystyle f_{ij}:\ \Gamma _{i}\to \Gamma _{j}.}
- 对每条有向边{\displaystyle i\rightarrow j}，{\displaystyle \Gamma _{i}}等变单纯胶合映射{\displaystyle \psi _{ij}:\ C_{i}\to C_{j}.}
- 胶合映射与坐标图相容，即{\displaystyle \varphi _{j}\cdot \psi _{ij}=\varphi _{i}}
- 胶合映射在与群元素的复合的意义上唯一，即对唯一的{\displaystyle g\in \Gamma _{j},\ V_{i}\to V_{j}}的任何其他可能的胶合映射都具有{\displaystyle g\cdot \psi _{ij}}形式。

若{\displaystyle i\rightarrow j\rightarrow k}，则有唯一的过渡元素{\displaystyle g_{ijk}\in \Gamma _{k}}使得
{\displaystyle g_{ijk}\cdot \psi _{ik}=\psi _{jk}\cdot \psi _{ij}}
这些过渡元素满足
{\displaystyle ({\rm {Ad}}g_{ijk})\cdot f_{ik}=f_{jk}\cdot f_{ij}}
及上循环关系
{\displaystyle \psi _{km}(g_{ijk})\cdot g_{ikm}=g_{ijm}\cdot g_{jkm}}

### 主要性质
- 轨边形的群论数据给出了X上的复群，因为重点重分X'的顶点i对应X中的单形。
- X上的每个复群都与X上本质上唯一的轨边形结构相关联。注意到与X的单形σ相对的X'的顶点i的星与链具有自然分解，就可得到这一关键事实：星与σ同σ的重心重分σ'的联合给出的抽象单纯复形同构，链与X中的σ链与σ'中σ的重心链的联合同构。将复群限制在X中σ的链上，则所有群{\displaystyle \Gamma _{\tau }}都有到{\displaystyle \Gamma _{\sigma }}的单射同态。由于X'中的i链被由{\displaystyle \Gamma _{\sigma }}作用的单纯复形规范覆叠，这就在X上定义了轨边形结构。
- 轨边形基本群只是相关复群的边径群。
- 每个轨边形自然也是轨空间：在单纯复形的几何实现中，轨空间可用星的内部来定义。
- 轨边形基本群可自然地等同于相关轨空间的基本群。将单纯近似定理应用于轨空间坐标图中的轨空间路径段，便知：多面体的基本群可与边径群吻合，这是经典证明的直接变体。
- 与轨边形相关的轨空间具有规范度量结构（canonical metric structure），局部上来自欧氏空间标准几何实现中的长度度量，顶点映射到正交基上。也用其他度量结构，如双曲空间中实现单形而得到的长度度量，其中单形沿着共同边界等距地形成。
- 当且仅当每个轨边形坐标图中链的围长大于等于6（即，链中任何闭合回路长度至少为），与轨边形相联系的轨空间拥有非正的曲率。这条件在阿达马空间理论中十分有名，只取决于底复群。
- 万有覆叠轨边形的曲率非正时，其基本群是无限群，由迷向群的同构副本生成。这源于轨空间的相应结果。

## 群三角
历史上，几何群论中最重要的轨形的应用之一就是群三角。塞尔关于树的讲座将混合自由积视作对树的作用，讨论了1维“群区间”；群三角是最简单的将其推广到2维的示例。在{\displaystyle SL_{3}(\mathbb {Q} _{p})}的仿射Bruhat–Tits建造中，当离散群简单地作用于三角时，就产生这样的群三角；1979年，戴维·芒福德发现了{\displaystyle p=2}的第一个例子（下详），作为产生与射影空间不同构而有相同贝蒂数的代数曲面的一步。Gersten & Stallings详细研究了群三角，而上述复群的更一般情形则是Haefliger独立提出的。由非正曲率度量空间分析有限呈现群的基本几何方法由格罗莫夫提出。这样，群三角对应曲率非正的2维单纯复形，具有群的正规作用，在三角形上有传递性。
群三角是由三角形ABC组成的简单复群，其中有这些群：
- 每个顶点的{\displaystyle \Gamma _{A},\ \Gamma _{B},\ \Gamma _{C}}
- 每条边的{\displaystyle \Gamma _{BC},\ \Gamma _{CA},\ \Gamma _{AB}}
- 三角形本身的{\displaystyle \Gamma _{ABC}.}

{\displaystyle \Gamma _{ABC}}到其他群有单射同态，边群{\displaystyle \Gamma _{XY}}到{\displaystyle \Gamma _{X},\ \Gamma _{Y}}也有单射同态。{\displaystyle \Gamma _{ABC}}到顶点群的三种映射都一致（{\displaystyle \Gamma _{ABC}}通常是平凡群）。对应轨空间上的欧氏度量结构曲率非正，当且仅当轨边形坐标图中每个顶点的链的围长不小于6。
顶点上的围长总是偶数，且正如Stallings观察到的，在顶点A上，可描述为到达两边群{\displaystyle \Gamma _{CA},\ \Gamma _{AB}}在{\displaystyle \Gamma _{ABC}}上的混合自由积的{\displaystyle \Gamma _{A}}的自然同态核中的最小字长：
{\displaystyle \Gamma _{AB}\star _{\,\Gamma _{ABC}}\Gamma _{AC}\rightarrow \Gamma _{A}.}
欧氏度量结构所得结果不理想。Stallings将角α、β、γ定义为2π/围长，在欧氏情况下α、β、γ ≤ π/3；而若只要求α + β + γ ≤ π，便有可能由庞加莱度量得到与双曲面上相应的测地三角（取等时等同于欧氏平面）。双曲几何的经典结果是，双曲中线相交于双曲重心，与我们熟悉的欧氏几何情形一样。这模型的重心重分和度量在相应的轨空间上产生了曲率非正的度量结构，因此若α+β+γ≤π：
- 群三角的轨空间良好；
- 相应边径群（也可说是群三角的上极限）是无限群；
- 顶点群到边径群的同态是单射。

### 芒福德的例子

法诺面

设{\displaystyle \alpha ={\sqrt {-7}}}，由{\displaystyle (1-8)^{1/2}}在{\displaystyle \mathbb {Q} _{2}}中的二项展开式得到，并使{\displaystyle K=\mathbb {Q} (\alpha )\subset \mathbb {Q} _{2}}。令
{\displaystyle {\begin{aligned}\zeta &={\rm {exp}}(2\pi i/7)\\\lambda &=(\alpha -1)/2=\zeta +\zeta ^{2}+\zeta ^{4}\\\mu &=\lambda /\lambda ^{*}.\end{aligned}}}
令{\displaystyle E=\mathbb {Q} (\zeta )}，K上的3维向量空间，{\displaystyle 1,\ \zeta ,\ \zeta ^{2}}为基。定义E上的K线性算子如下：
- σ为E在K上的伽罗瓦群的生成器，是由{\displaystyle \sigma (\zeta )=\zeta ^{2}}给出的3阶元素
- τ是E上与ζ'相乘的算子，元素阶数为7
- ρ是由{\displaystyle \rho (\zeta )=1,\ \rho (\zeta ^{2})=\zeta ,\ \rho (1)=\mu \cdot \zeta ^{2}}给出的算子，于是{\displaystyle \rho ^{3}}是对{\displaystyle \mu }的标量乘法。

{\displaystyle \rho ,\ \sigma ,\ \tau }生成了{\displaystyle GL_{3}(K)}的离散子群，紧合作用于与{\displaystyle SL_{3}(\mathbb {Q} _{2})}相对应的仿射Bruhat–Tits建造。这个群对建造中的所有顶点、边与三角形都传递。令
{\displaystyle \sigma _{1}=\sigma ,\ \sigma _{2}=\rho \sigma \rho ^{-1},\ \sigma _{3}=\rho ^{2}\sigma \rho ^{-2}.}
则
- {\displaystyle \sigma _{1},\ \sigma _{2},\ \sigma _{3}}生成了{\displaystyle SL_{3}(K)}的子群Γ。
- Γ是由{\displaystyle \sigma ,\ \tau }生成的最小子群，在ρ的共轭作用下不变。
- Γ简单传递地作用于建造中的三角形。
- 有三角形Δ，其边的稳定子是由{\displaystyle \sigma _{i}}生成的3阶子群。
- Δ顶点的稳定子是21阶弗罗贝尼乌斯群，由两个3阶元素生成，它们稳定了在这定点相遇的边。
- Δ的稳定子平凡。

元素{\displaystyle \sigma ,\ \tau }生成了顶点的稳定子。可以认为这定点的链等同于{\displaystyle SL_{3}(\mathbb {F} _{2})}的球面建造。稳定子则等同于法诺面的直射变换群，由固定一个点的3次对称σ及所有7个点的循环置换τ生成（满足{\displaystyle \sigma \tau =\tau ^{2}\sigma }）。法诺面可看做{\displaystyle \mathbb {F} _{8}^{*}}，σ可看作{\displaystyle \mathbb {F} _{8}}的弗罗贝尼乌斯自同态{\displaystyle \sigma (x)=x^{22}}的约束，τ则是与任意不在素域{\displaystyle \mathbb {F} _{2}}中元素的乘法，即{\displaystyle \mathbb {F} _{8}}的循环乘法群的7阶生成器。这个弗罗贝尼乌斯群简单传递地作用于法诺面的21个标记，即带标记点的直线。于是，E上σ、τ的公式“提升”（lift）了{\displaystyle \mathbb {F} _{8}}上的公式。
芒福德还通过传递到子群{\displaystyle \Gamma _{1}=\langle \rho ,\ \sigma ,\ \tau ,\ -I\rangle }，得到了对建造顶点的简单传递作用。群{\displaystyle \Gamma _{1}}保留了定义域为{\displaystyle \mathbb {Q} (\zeta )}，值域属于{\displaystyle \mathbb {Q} (\alpha )}的埃尔米特形式
{\displaystyle f(x,\ y)=xy^{*}+\sigma (xy^{*})+\sigma ^{2}(xy^{*})}
其可看作是{\displaystyle U_{3}(f)\cap GL_{3}(S),\ S=\mathbb {Z} [\alpha ,\ {\frac {1}{2}}].}由于{\displaystyle S/(\alpha )=\mathbb {F} _{7},}所以有群同态{\displaystyle \Gamma _{1}\to GL_{3}(\mathbb {F} _{7}).}这作用使{\displaystyle \mathbb {F} _{7}^{3}}中的一个2维子空间不变，产生了同态{\displaystyle \Psi :\ \Gamma _{1}\to SL_{2}(\mathbb {F} _{7}),}是阶数为16·3·7的群。另一方面，顶点的稳定子是21阶子群，Ψ是其上的单射。于是，若合同子群{\displaystyle \Gamma _{0}}定义为{\displaystyle SL_{2}(\mathbb {F} _{7})}的2-西罗子群的Ψ下的原像，则{\displaystyle \Gamma _{0}}对定点的群作用一定是简单传递的。

### 推广
其他三角形或2维复群的例子可由上述例子的变化来构造。
Cartwright et al.考虑了对建造顶点简单传递的作用。这样的作用会在有限射影平面的标记复形中的点x-线x*间产生双射（或改良的对偶），和点{\displaystyle (x,\ y,\ z)}的有向三角形集合，其在循环置换下不变，即x在z*上，y在x*上，z在y*上；任意两点唯一确定第三点。所生成的群有生成器x（以点为标记），对每个三角形有关系{\displaystyle xyz=1.}一般来说，这种构造不对应于经典仿射建造上的作用。
更一般地说，如Ballmann & Brin所证的，类似的代数数据编码了曲率非正2维单纯复形顶点上的所有简单传递作用，条件是每个顶点的链的围长不少于6。数据包括
- 生成集S，包含逆，但不含恒等；
- 关系集{\displaystyle g\ h\ k\ -1}，在循环置换下不变。

S中的元素g表示定顶点v的链中的顶点{\displaystyle g\cdot v}；关系对应链中的边{\displaystyle (g^{-1}\cdot v,\ h\cdot v)}。对于{\displaystyle g^{-1}h\in S,\ }有定点S与边{\displaystyle (g,\ h)}的图的围长至少要是6。可用复群和第二重心重分重建原单纯复形。

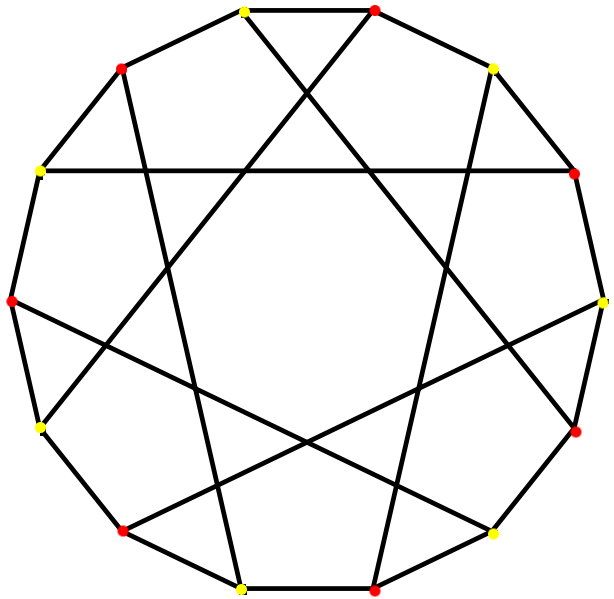
有两部分的希伍德图

Swiatkowski基于对有向边简单传递的作用和每个三角形的3次对称，构造了更多非正曲率2维复群的例子。这样，复群也通过对第二重心重分的正则作用得到。最简单的例子是Ballmann发现的：有有限群H与生成器的对称集S（不含恒等），于是相应的凯莱图的围长至少为6。伴生群（associated group）由H和对合τ生成，使得{\displaystyle \forall g\in S,\ (\tau g)^{3}=1.}
事实上，若Γ以这种方式作用，且固定一条边{\displaystyle (v,\ w),}则存在交换v、w的对合τ。v的链由顶点{\displaystyle g\cdot w\ (g\in }对称子集{\displaystyle S\subset H=\Gamma _{v})}，若链连通则生成H。三角形假设意味着
{\displaystyle \forall g\in S,\ \tau \cdot (g\cdot w)=g^{-1}\cdot w}
于是，若{\displaystyle \sigma =\tau g,\ u=g^{-1}\cdot w,}则有
{\displaystyle \sigma (x)=w,\ \sigma (w)=u,\ \sigma (u)=w}
由对三角形{\displaystyle (v,\ w,\ u)}的简单传递，可得{\displaystyle \sigma ^{3}=1.}
第二重心重分给出了由沿大边相连的单子或细分三角形对组成的复群：后者依据识别S中的逆，得到的商空间{\displaystyle S/\sim }进行索引。单个或“成对”的三角形又沿着共同的“脊线”连接起来。除了脊线两端的顶点（稳定子分别为H、<τ>）及大三角形的其余顶点（稳定子由适当的σ生成）外，单形的稳定子都平凡。大三角形中的3个小三角包含过渡元素。
当S的所有元素都是对合时，便没有三角形需要加倍（double）。若将H看作14阶二面体群D7、由对合a与7阶元素b生成，其中
{\displaystyle ab=b^{-1}a,}
则H是由3个对合：{\displaystyle a,\ ab,\ ab^{5}}生成。顶点的链由对应的凯莱图给出，因此只是有两部分的希伍德图，即与{\displaystyle SL_{3}(\mathbb {Q} _{2})}的仿射建造完全相同。这种链结构意味着，对应的单纯复形必须是欧氏建造，而目前似乎还不知道这些类型的作用能否实现在经典仿射建造：芒福德群{\displaystyle \Gamma _{1}}（模标量）只在边上简单传递，而不在有向边上简单传递。

## 2维轨形
2维轨形有以下3类奇异点：
- 边界点
- 椭圆点或n阶回转点，如由n阶旋转的循环群商出的{\displaystyle \mathbb {R} ^{2}}原点。
- n阶角反射器：由2n阶二面体群商出的{\displaystyle \mathbb {R} ^{2}}原点。

紧2维轨形有欧拉示性数{\displaystyle \chi =\chi (X_{0})-\sum _{i}(1-1/n_{i})/2-\sum _{i}(1-1/m_{i})}，其中{\displaystyle \chi (X_{0})}是底拓扑流形{\displaystyle X_{0}}的欧拉示性数，{\displaystyle n_{i}}是角反射器阶数，{\displaystyle m_{i}}是椭圆点阶数。
2维紧连通轨形的欧拉示性数若为负，则具有双曲结构；若是0，则具有欧几里得结构；若为正，则或是不良的，或具有椭圆结构（若轨形没有流形作为覆叠空间，则称为不良）。也就是说，其万有覆叠空间具有双曲、欧氏或球面结构。
下表列出了非双曲的紧2维连通轨形。17个抛物轨形是平面与17个壁纸群的商。
| 类型 | 欧拉示性数  | 底2维流形  | 椭圆点阶数 | 角反射器阶数 |
| ---- | ----------- | ---------- | ---------- | ------------ |
| 不良 | 1 + 1/n     | 球         | n > 1      |              |
| 不良 | 1/m + 1/n   | 球         | n > m > 1  |              |
| 不良 | 1/2 + 1/2n  | 圆盘       |            | n > 1        |
| 不良 | 1/2m + 1/2n | 圆盘       |            | n > m > 1    |
| 椭圆 | 2           | 球         |            |              |
| 椭圆 | 2/n         | 球         | n, n       |              |
| 椭圆 | 1/n         | 球         | 2, 2, n    |              |
| 椭圆 | 1/6         | 球         | 2, 3, 3    |              |
| 椭圆 | 1/12        | 球         | 2, 3, 4    |              |
| 椭圆 | 1/30        | 球         | 2, 3, 5    |              |
| 椭圆 | 1           | 圆盘       |            |              |
| 椭圆 | 1/n         | 圆盘       |            | n, n         |
| 椭圆 | 1/2n        | 圆盘       |            | 2, 2, n      |
| 椭圆 | 1/12        | 圆盘       |            | 2, 3, 3      |
| 椭圆 | 1/24        | 圆盘       |            | 2, 3, 4      |
| 椭圆 | 1/60        | 圆盘       |            | 2, 3, 5      |
| 椭圆 | 1/n         | 圆盘       | n          |              |
| 椭圆 | 1/2n        | 圆盘       | 2          | n            |
| 椭圆 | 1/12        | 圆盘       | 3          | 2            |
| 椭圆 | 1           | 射影平面   |            |              |
| 椭圆 | 1/n         | 射影平面   | n          |              |
| 抛物 | 0           | 球         | 2, 3, 6    |              |
| 抛物 | 0           | 球         | 2, 4, 4    |              |
| 抛物 | 0           | 球         | 3, 3, 3    |              |
| 抛物 | 0           | 球         | 2, 2, 2, 2 |              |
| 抛物 | 0           | 圆盘       |            | 2, 3, 6      |
| 抛物 | 0           | 圆盘       |            | 2, 4, 4      |
| 抛物 | 0           | 圆盘       |            | 3, 3, 3      |
| 抛物 | 0           | 圆盘       |            | 2, 2, 2, 2   |
| 抛物 | 0           | 圆盘       | 2          | 2, 2         |
| 抛物 | 0           | 圆盘       | 3          | 3            |
| 抛物 | 0           | 圆盘       | 4          | 2            |
| 抛物 | 0           | 圆盘       | 2, 2       |              |
| 抛物 | 0           | 射影平面   | 2, 2       |              |
| 抛物 | 0           | 环面       |            |              |
| 抛物 | 0           | 克莱因瓶   |            |              |
| 抛物 | 0           | 环形       |            |              |
| 抛物 | 0           | 莫比乌斯带 |            |              |

## 3维轨形
若3维流形是闭的、不可还原的且不含任何不可压缩面，则称其“小”。
轨形定理.  令M为小3维流形，φ为M的周期保向非平凡微分同胚。则，M具有φ不变的双曲或塞弗特纤维结构。
这是瑟斯顿轨形定理（1981，未经证明）的特例，是几何化猜想的一部分。它意味着，若X的紧连通有向不可还原、具有非空奇异轨迹的非环状3维轨形，则M具有几何结构（在轨形的意义上）。完整证明由Boileau, Leeb & Porti (2005)给出。

## 应用

### 弦论
弦论中，“轨形”的意义稍有不同。数学中的轨形是流形的推广，允许有邻域微分同胚于{\displaystyle \mathbb {R} ^{n}}对有限群之商（{\displaystyle \mathbb {R} ^{n}/\Gamma }）的点。物理学中，轨形则通常描述能全局描写为轨道空间M/G（M是流形或理论，G是其等距的群或对称，不必是所有等距群）的对象。这些对称性在弦论中不必有几何解释。
定义在轨形上的量子场论在G的定点附近变得奇异。不过，弦论要求我们在闭弦希尔伯特空间中增加新的部分——即“扭结弦”（twisted sector），当中定义在闭弦上的场在G作用下是周期性的。于是，轨形化成为了弦论的一般程序，从旧弦论推出新弦论。这能减少状态数，因为状态在G下必须不变；但也增加了状态数，因为增加了扭结弦。结果通常是完美平滑的新弦论。
低能情形下，轨形上传播的D膜由箭图定义的规范场论描述。连接到这些D膜上的开弦没有扭结弦，于是开弦状态数会随轨形化减少。
更具体地说，轨形群G是时空等距的离散子群时，若无定点，则通常得到紧光滑空间；扭结弦包含缠绕在紧维度上的闭弦，后者也称作“缠绕态”（winding state）。
轨形群G是时空等距的离散子群，且有定点时，通常有锥奇点，因为{\displaystyle \mathbb {R} ^{n}/}{\displaystyle \mathbb {Z} _{k}}在{\displaystyle \mathbb {Z} _{k}}的定点处有这样的奇点。弦论中，引力奇点通常代表着额外自由度，位于时空中的轨迹点（locus point）。在轨形情形下，这些自由度就是扭结态，是“卡”在定点上的弦。当与扭结态相关的场获得非零真空期望值，奇点便发生变形，即度量发生变化，在点附近变得正规（regular）。江口-汉森时空就是一例由此产生的几何。
从定点附近的D膜看来，对附着于D膜上的开弦的有效理论是超对称场论，其真空空间有奇异点，存在额外的无质量自由度。与闭弦扭结弦有关的场以这样一种方式同开弦耦合，即在超对称场论的拉格朗日量中添加Fayet–Iliopoulos项，于是场获得非零真空期望值时，Fayet–Iliopoulos项非零，理论从而变形，使奇点不再存在 （页面存档备份，存于）, 。

#### 卡拉比-丘流形
超弦理论中，构造现实的现象学模型需要维度减化，因为弦在10维空间中才能自然传播，而观测到的宇宙时空则是4维的。理论的形式约束对额外“隐”变量所在的紧化空间施加了限制：寻找具有超对称的现实4维模型时，辅助紧化空间必须是6维卡拉比-丘流形。
可能的卡拉比-丘流形有很多（数以万计），因此目前的理论物理学文献常用“景观”（landscape）描述这种令人困惑的选择。卡拉比-丘流形的一般研究在数学上非常复杂，且长期以来难以明确构造实例。轨形被证明非常有用，因为轨形能自动满足超对称施加的约束。其奇点提供了卡拉比-丘流形退化的例子，但从理论物理学的角度看是完全可接受的。这种轨形称作“超对称”：在技术上比一般卡拉比-丘流形更容易研究。通常可将非奇异卡拉比-丘流形的连续族同奇异超对称轨形联系起来。4维中，可用复K3曲面说明：
- K3曲面都有16个2维循环，其拓扑等价于通常的2球。当球面趋于0时，K3曲面会出现16个奇点。这个极限代表了K3曲面模空间边界上的一点，对应轨形{\displaystyle T^{4}/\mathbb {Z} _{2}\,}是由环面对逆对称取商得到的。

1988年，对弦论中卡拉比-丘流形与不同模型（IIA、IIB）间对偶性的研究引发了镜像对称的想法。大约同一时期，Dixon, Harvey, Vafa & Witten首次指出了轨形的作用。

### 乐理
在数学和物理学的流形和各种应用外，最晚在1985年，Guerino Mazzola和后来Dmitri Tymoczko及同事(Tymoczko 2006)、(Callender & Tymoczko 2008)就已将轨形应用于乐理。Tymoczko的论文是《科学》的第一篇乐理论文。Mazzola和Tymoczko参与了有关其理论的讨论，在各自的网站上发表了一系列评论。

3维轨形的动画。
竖起来的立方体片（长对角线垂直于图像平面）形成彩色的沃罗诺伊区域（按和弦类似着色），区域中心代表三音和弦，最中心是增三和弦，围绕着大三、小三和弦（石灰绿和海军蓝）。白色是退化三和弦（1个音重复3次），连接中心的三条线（双音和弦）构成扭曲三棱柱的墙壁，与图像垂直的2D平面起到镜面作用。

Tymoczko将由n个（不必不同）音和弦模型化为轨形{\displaystyle T^{n}/S_{n}}中的点，即圆中n个无序点（不必不同）组成的空间，实现为n环面{\displaystyle T^{n}}（圆上n个有序点的空间）对对称群{\displaystyle S_{n}}（对应有序集到无序集的移动）的商。
从音乐角度可解释如下：
- 乐音取决于基音频率（音高），于是以正实数{\displaystyle \mathbb {R} ^{+}}为参数。
- 相差一个八度（频率翻倍）的被视作同一乐音，这相当于对频率取底数为2的对数（产生实数：{\displaystyle \mathbf {R} =\log _{2}\mathbf {R} ^{+}}），然后用整数取商（对应相差若干八度），得到圆（如{\displaystyle S^{1}=\mathbf {R} /\mathbf {Z} }）。
- 和弦对应多个乐音，而不考虑顺序——因此t个乐音（有序）对应圆上的t个有序点，或等价于t环面{\displaystyle T^{t}:=S^{1}\times \cdots \times S^{1}}上的单点，而省略顺序，相当于取对{\displaystyle S_{t}}的商，得到轨形。

对双和弦，这会产生闭莫比乌斯带；对三和弦，这会产生轨形，可描述为三棱柱，其顶面和底面带有120°（⅓）的扭转，等同于截面为等边三角形、且有扭转的3维实心环面。
由此得到的轨形自然由重复的乐音（由t的整数部分）分层：开集包含不同乐音（分区{\displaystyle t=1+1+\cdots +1}），还有1维奇异集，包含所有相同乐音（分区{\displaystyle t=t}），拓扑等价于圆，还有各种中间分区。还有一个明显的圆，穿过等距点开集的中心。至于三和弦，三棱柱的3个侧面对应2个相同乐音+1个不同乐音（分区{\displaystyle 3=2+1}），三条边对应1维奇异集。顶面、底面是开集的一部分，它们的出现只是因为轨形被分割了——若将其视作带扭曲的三角环面，便消失了。
Tymoczko认为，靠近中心的和弦（音程（几乎）相等）构成了许多西方传统和弦的基础，这样将其可视化有助于分析。中心有4个和弦（十二平均律下等间距：4/4/4），对应增三和弦（可视作音集）C♯FA、DF♯A♯、D♯GB、EG♯C（之后就循环了：FAC♯ = C♯FA），12个大三和弦和12个小三和弦是紧邻中心的点——几乎均匀分布。大三和弦对应间距为4/3/5（或等价地5/4/3），小三和弦则对应3/4/5。音阶变化对应轨形上点的移动，相邻点之间的移动会产生更光滑的变化。

## 脚注
1. 1 2  Satake 1956.
2. ↑  Thurston 1978–1981，Chapter 13.
3. ↑  Haefliger 1990.
4. ↑  Poincaré 1985.
5. ↑  Serre 1970.
6. ↑  Scott 1983.
7. ↑  Bridson & Haefliger 1999.
8. ↑  Di Francesco, Mathieu & Sénéchal 1997.
9. 1 2  Bredon 1972.
10. ↑  Moerdijk, Ieke. . Orbifolds in mathematics and physics. Contemporary Mathematics 310. American Mathematical Society: 205–222. 2002  [2023-12-11]. ISBN 978-0-8218-2990-5. arXiv:math/0203100 . （原始内容存档于2023-12-11）.
11. ↑  Moerdijk, Ieke; Mrcun, Janez. . Cambridge Studies in Advanced Mathematics. Cambridge University Press. 2003: 140–144  [2023-12-11]. ISBN 978-0-521-83197-0. doi:10.1017/cbo9780511615450. （原始内容存档于2023-03-26）.
12. ↑  Iglesias-Zemmour 2013.
13. ↑  Iglesias, Karshon & Zadka 2010.
14. ↑  Iglesias et al. 2010，Theorem 46.
15. ↑  Haefliger 1984.
16. ↑  Satake 1957，Footnote p.469.
17. ↑  Iglesias et al. 2010，Example 25.
18. ↑  Iglesias-Zemmour & Laffineur 2017.
19. ↑  .   [2023-12-13]. （原始内容存档于2012-02-09）.
20. ↑  General introductions to this material can be found in Peter Scott's 1983 notes and the expositions of Boileau, Maillot & Porti and Cooper, Hodgson & Kerckhoff.
21. ↑  M. Green, J. Schwartz and E. Witten, Superstring theory, Vol. 1 and 2, Cambridge University Press, 1987, ISBN
0521357527
22. ↑  J. Polchinski, String theory, Vol. 2, Cambridge University Press, 1999, ISBN 0-521-63304-4
23. ↑  P. Candelas, Lectures On Complex Manifolds, in *Trieste 1987, Proceedings, Superstrings '87* 1-88, 1987
24. ↑  Blumenhagen, Ralph; Lüst, Dieter; Theisen, Stefan, , Theoretical and Mathematical Physics, Springer: 487, 2012, Bibcode:2013bcst.book.....B, ISBN 9783642294969, Orbifolds can be viewed as singular limits of smooth Calabi–Yau manifolds.
25. ↑  Dixon, L.; Harvey, J. A.; Vafa, C.; Witten, E. . Nuclear Physics B. 1985-01-01, 261: 678–686. Bibcode:1985NuPhB.261..678D. ISSN 0550-3213. doi:10.1016/0550-3213(85)90593-0 （英语）.
26. ↑  Mazzola, Guerino. . Heldermann. 1985  [2012-02-26]. ISBN 978-3-88538-210-2.
27. ↑  Mazzola, Guerino; Müller, Stefan. . Birkhäuser. 2002  [2012-02-26]. ISBN 978-3-7643-5731-3.
28. ↑  Dmitri Tymoczko, The Geometry of Music （页面存档备份，存于） – links to papers and to visualization software.
29. ↑  The moduli space of chords: Dmitri Tymoczko on "Geometry and Music", Friday 7 Mar, 2:30pm （页面存档备份，存于）, posted 28/Feb/08 – talk abstract and high-level mathematical description.
30. ↑  Michael D. Lemonick, The Geometry of Music, Time, 26 January 2007
31. ↑  Elizabeth Gudrais, Mapping Music （页面存档备份，存于）, Harvard Magazine, Jan/Feb 2007
32. ↑  Tony Phillips, Tony Phillips' Take on Math in the Media （页面存档备份，存于）, American Mathematical Society, October 2006
33. ↑  Agustín-Aquino, Octavio Alberto; Mazzola, Guerino.  (PDF). 2011-06-14  [2023-12-14]. （原始内容存档 (PDF)于2023-12-14）.
34. ↑  Tymoczko, Dmitri.  (PDF).   [2023-12-14]. （原始内容存档 (PDF)于2016-10-17）.